# Еџвуд (Охајо)
Еџвуд (енгл. Edgewood) насељено је место без административног статуса у америчкој савезној држави Охајо.

## Демографија
По попису из 2010. године број становника је 4.432, што је 330 (-6,9%) становника мање него 2000. године.
| Група             | 2000.         | 2010.         |
| Белци             | 4.566 (95,9%) | 4.087 (92,2%) |
| Афроамериканци    | 60 (1,3%)     | 86 (1,9%)     |
| Азијати           | 34 (0,7%)     | 24 (0,5%)     |
| Хиспаноамериканци | 54 (1,1%)     | 141 (3,2%)    |
| Укупно            | 4.762         | 4.432         |